# Plagiopylea

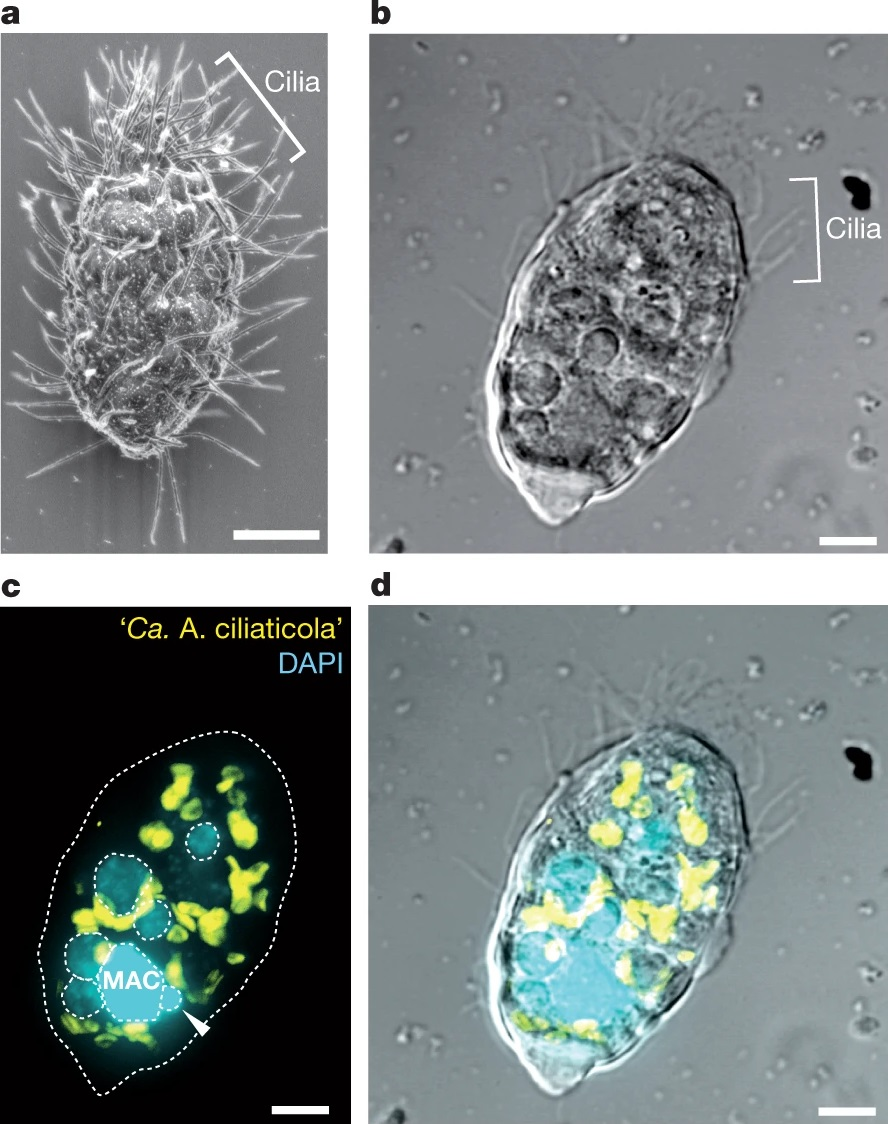
Plagiopylea-Wirte von Ca. A. ciliaticola.
Untere Reihe: gelb: Endosymbionten, blaugrün (MAC: Makronucleus).

Plagiopylea ist eine Klasse von Wimpertierchen aus der Gruppe Intramacronucleata. Unter ihnen gibt es einige Vertreter, die in anaeroben Lebensräumen (Habitaten) vorkommen.
Die Klasse ist in herkömmlichen Taxonomien monotypisch in der Ordnung Plagiopylida.
Nach neueren phylogenetischen Analysen (Graf et al., 2021) gibt es unter den Plagiopylea zwei Kladen, d. h. neben der Ordnung Plagiopylida (mit Arten wie Plagiopyla frontata und Trimyema compressum) noch eine zweite Gruppe, die mit denitrifizierenden bakteriellen Endosymbionten aus der Klasse Gammaproteobacteria assoziiert sind – zu ihnen gehört die Familie Epalxellidae mit einem zuerst im Schweizer Zugersee gefundenen anoxischen Vertreter mit dem obligaten Endosymbionten Candidatus Azoamicus ciliaticola.
Die diese Familie beinhaltende Ordnung Odontostomatida stellt daher (Monophylie vorausgesetzt) die zweite Klade dar.

## Ordnung Plagiopylida
Plagiopylida ist eine kleine Ordnung der Wimpertierchen, bei deren Mitgliedern die Körperwimpern (oder -zilien) dicht stehen und von Monokinetiden abgehen und die eine ganz einzigartige Ultrastruktur auszeichnet. Eine oder zwei Reihen von Dikinetiden laufen in die Mundhöhle (englisch oral cavity). Diese hat die Form einer tiefen, mit Mundwimpern ausgekleideten Röhre, die von einer Rille aus zum Zellmund führt.
Die Ordnung Plagiopylida wurde 1985 von Eugen Small und Denis Lynn als eine Unterklasse der Oligohymenophorea eingeführt. Seitdem werden sie in der Regel aber als eigenständige Klasse behandelt, es wurde auch eine Verbindung mit den Colpodea diskutiert.

## Ordnung Odontostomatida
Odontostomatida ist ebenfalls eine kleine Wimpertierchen-Ordnung. Die Einzeller benutzen ihre (Körper-)Zilien (Flimmerhärchen) insbesondere um sich fortzubewegen.
Als ein repräsentativer Vertreter dieser Gruppe gilt Saprodinium dentatum,
dessen Feinstruktur 1908 von Hans-Gunther Schrenk und Christian F. Bardele beschrieben wurde.
Die bisherige Charakterisierung konzentriert sich auf eine detaillierte Analyse des somatischen Cortex (der „Rindenschicht“ des Zellkörpers) und der oralen Ziliatur (Zilien im Bereich des Zellmunds) dieses stark asymmetrischen, seitlich (lateral) komprimierten Wimpertierchens.
Die Zellform wird von einer Reihe ortsspezifisch unterschiedlicher „Stacheln“ (englisch spines) und dem gekrümmten Verlauf von 10 somatischen Kinetien (Zilienreihen: SK 1-10) dominiert.
Die SK, die aus Dikinetiden bestehen, weisen eine Differenzierung auf, die auch für andere Odontostomatida charakteristisch zu sein scheint.
Das vordere Segment der SK ist überwiegend bewimpert, gefolgt von einem nicht bewimperten Segment, in dem den Kinetosomen alle typischen Fasersysteme fehlen.
Mit Ausnahme von SK 4-6 ist das hintere Segment wieder bewimpert und bildet die Stachelkinetosomen, die mit bestimmten kaudalen Stacheln („Schwanzstacheln“) verbunden sind.
Das vordere Segment von SK 3 bis SK 7 bildet das Frontalband, es stellt zusammen mit den beiden Frontalkinetien die hauptsächliche der Fortbewegung dienende Organell-Struktur (engl. main locomotory organelle) eines auf dem Substrat kriechenden Wimpertierchens dar.
Eine kurze Kinetie mit umgekehrter Polarität  wurde in der Nähe des oralen Stachels beobachtet, sie war offenbar in früheren lichtmikroskopischen Studien übersehen worden.

### Endosymbiose
Untersuchungen von Proben aus verschiedener Tiefe, insbesondere der tieferen anoxischen Schicht des meromiktischen Schweizer Zugersees durch Graf et al. führten 2021 zur Entdeckung des anoxischen Gammaproteobakteriums Ca. Azoamicus ciliaticola, das in einer intrazellären Symbiose mit seinem Wimpertierchenwirt lebt. Weitere Beispiele derartiger Symbiosen mit bakteriellen Endosymbionten der Gattungen Ca. Azoamicus und Ca. Azosocius (beide Familie Ca. Azoamicaceae) wurden per Metagenomik in Grundwasserproben vom Hainich und in Ohio (USA) gefunden.
Die metagenomischen Daten verwiesen auf Wimpertierchen-Wirte der Ordnung Odontostomatida.
Der Wimpertierchenwirt von Ca. Azoamicus ciliaticola enthält offenbar keine echten funktionalen Mitochondrien, sondern stoffwechselreduzierte Mitochondrien-verwandte Organellen (engl. mitochondrion-related organelles, MROs). Dafür versorgen die bakteriellen Endosymbionten der Gattungen Ca. Azoamicus und Ca. Azosocius die Wimpertierchen mit der zum Leben nötigen Energie in Form von ATP; im Englischen werden solche endosymbiotischen Bakterien auch Host beneficial endosymbionts (HBEs) ‚dem Wirt nützliche Endosymbionten‘ genannt.
Phylogenetische Analysen zeigten, dass diese Odontostomatida-Wimpertierchen zur Klasse Plagiopylea gehören. Das extrem reduzierte Genom der Endosymbionten deutet auf ihre langfristige vertikale Vererbung in dieser Wimpertierchen-Ordnung hin.
Die Bakterien der Familie Ca. Azoamicaceae scheinen sich hin zu einem minimalen Gensatz für die ATP-Erzeugung mit Hilfe einer denitrifizierenden und sauerstoffatmenden Atmungskette entwickelt zu haben. Die konservierten Kerngene machen sogar über 80 % des Proteinkomplements der kleinsten Genome in dieser Familie aus.
Stattdessen werden für die Bakterien nötige Proteine im Genom der Wimpertierchen-Wirte kodiert, die erzeugten Proteine werden dann per Proteintargeting in die Bakterien geschleust.
Das Targeting von Wirtsproteinen wurde bereits in seltenen Fällen bei HBEs von Insekten, bei Angomonas deanei (Trypanosomatidae) und vor allem im Chromatophor von Paulinella chromatophora sowie im  und im Nitroplast (als Bakterium Ca. Atelocyanobacterium thalassae) von Braarudosphaera bigelowii (Haptophyta) beobachtet.
Solche Funde von Proteintargeting verwischen die Grenzen zwischen den HBEs und Organellen; auch die Azoamicaceae könnten ein weiteres Beispiel für den Übergang von bakteriellen Endosymbionten (HBEs) zu echten Organellen darstellen.
Die bakteriellen Endosymbionten der Gattung Ca. Azosocius scheinen im Gegensatz zu Ca. Azoamicus die Fähigkeit  zur Sauerstoffatmung nicht verloren zu haben. Sie ermöglichen es offenbar ihrem Wimpertierchenwirt unter zeitweise oder dauerhaft sauerstoffarmen Bedingungen zu existieren – anders als Ca. Azoamicus in der anoxischen Zone des Zugersees.

### Hypothesen zur Entwicklung der Endosymbiose-Beziehung

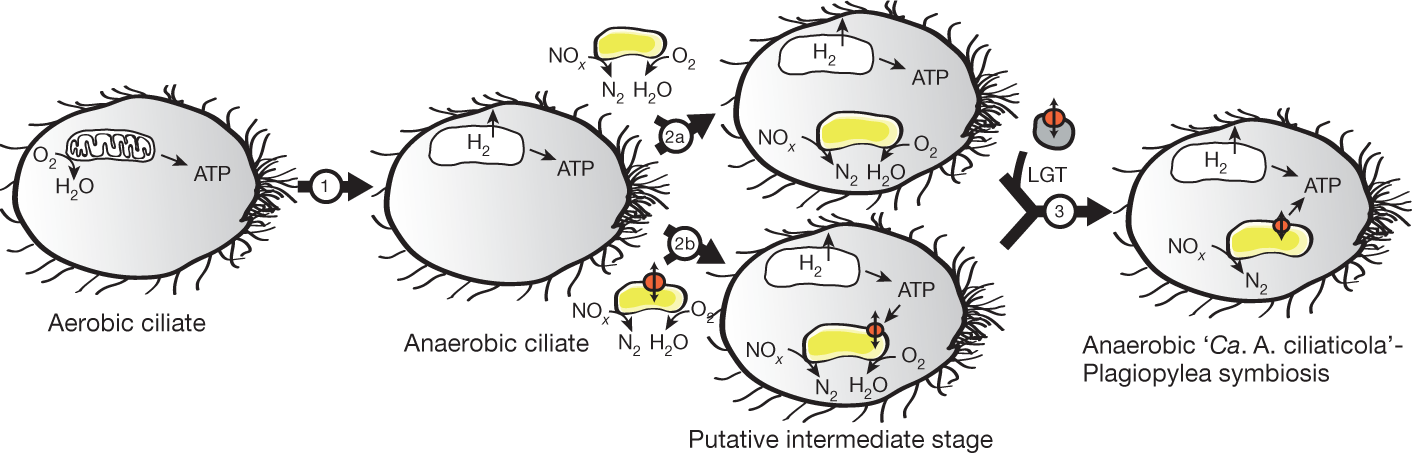
Hypothesen zur Entwicklung der Symbiose zwischen Ca. Azoamicus ciliaticola und Wimpertierchen der Klasse Plagiopylea

Die Symbiose zwischen den Bakterien von Ca. Azoamicus und ihrem Plagiopylea-Wirt könnte nach Graf et al. (2021) wie folgt entstanden sein:
1. Die Anpassung eines ursprünglich aeroben Wimpertierchens an eine anoxische, nitrathaltige Umgebung beinhaltete die  Umwandlung seiner aeroben Mitochondrien in Hydrogenosomen.[A. 4]
2. Erwerb eines fakultativ anaeroben, denitrifizierenden Gammaproteobakteriums, das entweder durch Endozytose (2a) oder als Parasit (2b) in den anaeroben Wimpertierchen-Wirt gelangte (im letzteren Fall verfügte der Vorläufer von Ca. Azoamicus ciliaticola bereits über eine ATP/ADP-Translokase für den energetischen Parasitismus).
3. Die ATP/ADP-Translokase könnte aber auch erst zu einem späteren Zeitpunkt durch lateralen Gentransfer (LGT) beispielsweise von einem Co-Symbionten aus der Klasse Alphaproteobacteria erworben sein. Durch anhaltend anoxische und nitratreiche Bedingungen könnten es zum Verlust der Gene für die Sauerstoffatmung gekommen sein. Als Ergebnis entstand die heutigen Symbiose zwischen Ca. Azoamicus ciliaticola' und Plagiopylea-Wimpertierchen.

### Bedeutung
Endosymbionten sind bei anaeroben Wimpertierchen weit verbreitet. Man hat vorgeschlagen, dass syntrophe Endosymbionten beim Übergang der Wimpertierchen zur anaeroben Lebensweise (Anaerobiose) eine wichtige Rolle spielen.
Wegen ihres Potenzials zur aeroben Atmung sind diese Azoamicaceae offenbar ein interessantes Beispiel für einen bakteriellen Wimpertierchen-Endosymbionten, der eine Anpassung an eine mikroaerobe Lebensweise ermöglicht.

## Systematik

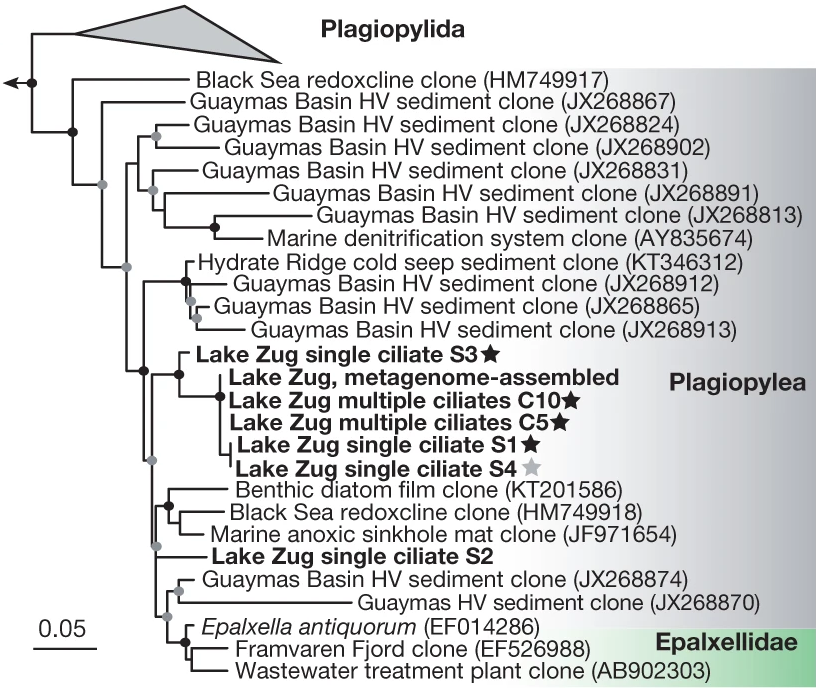
Phylogenie der Plagiopylea

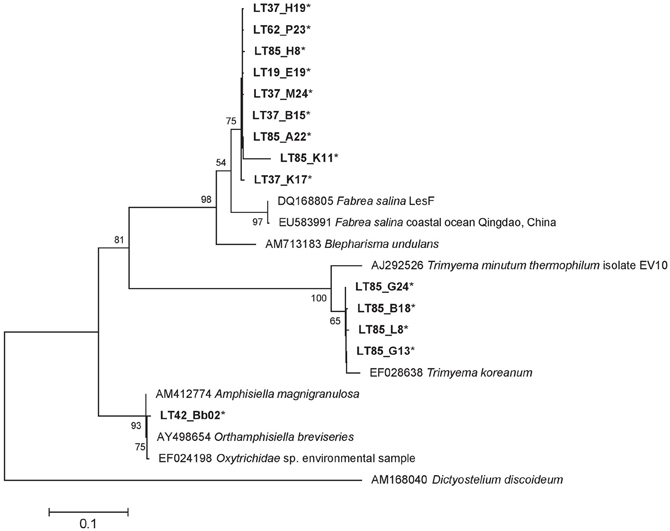
Phylogenie von Wimpertierchen im Lake Tyrrell (Australien), darunter Vertreter der Gattung Trimyema.

Nach den phylogenetischen Analysen von Graf et al. (2021) gibt es unter den Plagiopylea zwei Kladen: die eine umfasst die Ordnung Plagiopylida, die andere beinhaltet u. a. die anoxischen Wimpertierchen aus dem Zugersee, sowie die allgemeinen der Ordnung Odontostomatida zugerechnete Familie Epalxellidae mit der Spezies Epalxella antiquorum. Unter diesen Voraussetzungen wäre die Klasse Odontostomatea der NCBI-Taxonomie ein Synonym für Plagiopylea.
Stand: 20.Dezember 2024
Klade/Subphylum: Intramacronucleata: Ventrata(O,W) [CONthreeP]
- Klasse: Plagiopylea Small & Lynn, 1985(N,O,T,W)
  - Ordnung: Odontostomatida Sawaya, 1940(?T)[10][7] (in der NCBI-Taxonomie in eigene Klasse Odontostomatea,[12] in der WoRMS und im OBIS incertae sedis innerhalb der Intramacronucleata[6][13])
    - Familie Discomorphellidae Corliss, 1960(N,O,T)
      - Gattung Discomorphella Corliss, 1960(N,O,T) [Discomorpha Levander, 1894[14]]
        - Discomorphella pectinataᵀ (Levander, 1893) Corliss, 1960(O,T)
        - Discomorphella pedroeneasi da Silva Paiva, Küppers, Lahr, Schweikert & da Silva-Neto, 2017(N) oder Paiva et al. 2017(N)

    - Familie Epalxellidae Corliss, 1960(N,O,T,W)
      - Gattung Atopodinium Kahl, 1932(T)[15]
        - Atopodinium fibulatumᵀ Kahl, 1932(T)

      - Gattung Epalxella Corliss, 1960(N,O,W)[16]
        - Epalxella antiquorum (Penard, 1922)(N,T?)
        - Epalxella exigua Penard, 1922(W)
        - Epalxella mirabilisᵀ (Roux, 1899) Corliss, 1960(T)
        - Epalxella striata (Kahl, 1926) Corliss, 1960(T)

      - Gattung Pelodinium Lauterborn, 1908(T)[17]
        - Pelodinium reniformeᵀ Lauterborn, 1908(T)

      - Gattung Saprodinium Lauterborn, 1908(N,O,T,W)[18]
        - Saprodinium dentatumᵀ Lauterborn, 1908(N,T,W)
        - Saprodinium halophilum Kahl, 1932(O,W)
        - Saprodinium integrum Kahl, 1928(T)

    - Familie Mylestomatidae Kahl in Doflein & Reichenow, 1929(N,O,T,W)
      - Gattung Mylestoma Kahl, 1928(N,O,T,W)[19]
        - Mylestoma anatinum (Penard, 1922) Kahl, 1928(N)
        - Mylestoma bipartitum (Gourret & Roeser, 1886) Kahl, 1928(O,T,W)

      - ohne Gattungszuweisung[1]
        - Marine eukaryote clone MA1_3F12 [Framvaren Fjord clone] – Zugriffsnr. EF526988, Framvaren Fjord, anoxisch[20]
        - Eukaryote clone OD_A_2012Dec_100 [Wastewater treatment plant clone] – Zugriffsnr. AB902303, Miyagi, Sendai (Japan). Activated sludge treating municipal sewage.[21]

    - ohne Gattungs- und Familienzuweisung[1]
      - Klade
        - LR798078 Single_ciliate_S1
        - LR798081 Single_ciliate_S3
        - LR798081 Single_ciliate_S4
        - LR798089 isolate Environmental_sample/metagenome assembled
        - LR798082 Combined_ciliates_C5
        - LR798083 Combined_ciliates_C10

      - Klade
        - LR798079 Single_ciliate_S2

  - Ordnung: Plagiopylida Jankowski, 1978(N,O,T,W)[5]
    - Familie: Plagiopylidae Schewiakoff, 1896(N,O,T,W)
      - Gattung: Lechriopyla Lynch, 1930(N,T)
        - Lechriopyla mystaxᵀ Lynch, 1930(N)

      - Gattung: Paraplagiopyla Thurston & Grain, 1971(T)
        - Paraplagiopyla kibokoᵀ Thurston & Grain, 1971(T)

| ■ Gattung Plagiopyla Stein, 1860(N,O,W) |

- Plagiopyla binucleata Agamaliev, 1978(W)
- Plagiopyla cucullio Quennerstedt, 1867(W)
- Plagiopyla frontata Kahl, 1935(N,O,T,W)
- Plagiopyla marina Kahl, 1935(N,W)
- Plagiopyla megastoma (Smith, 1898)(O,?W)
- Plagiopyla minuta Powers, 1933(W)

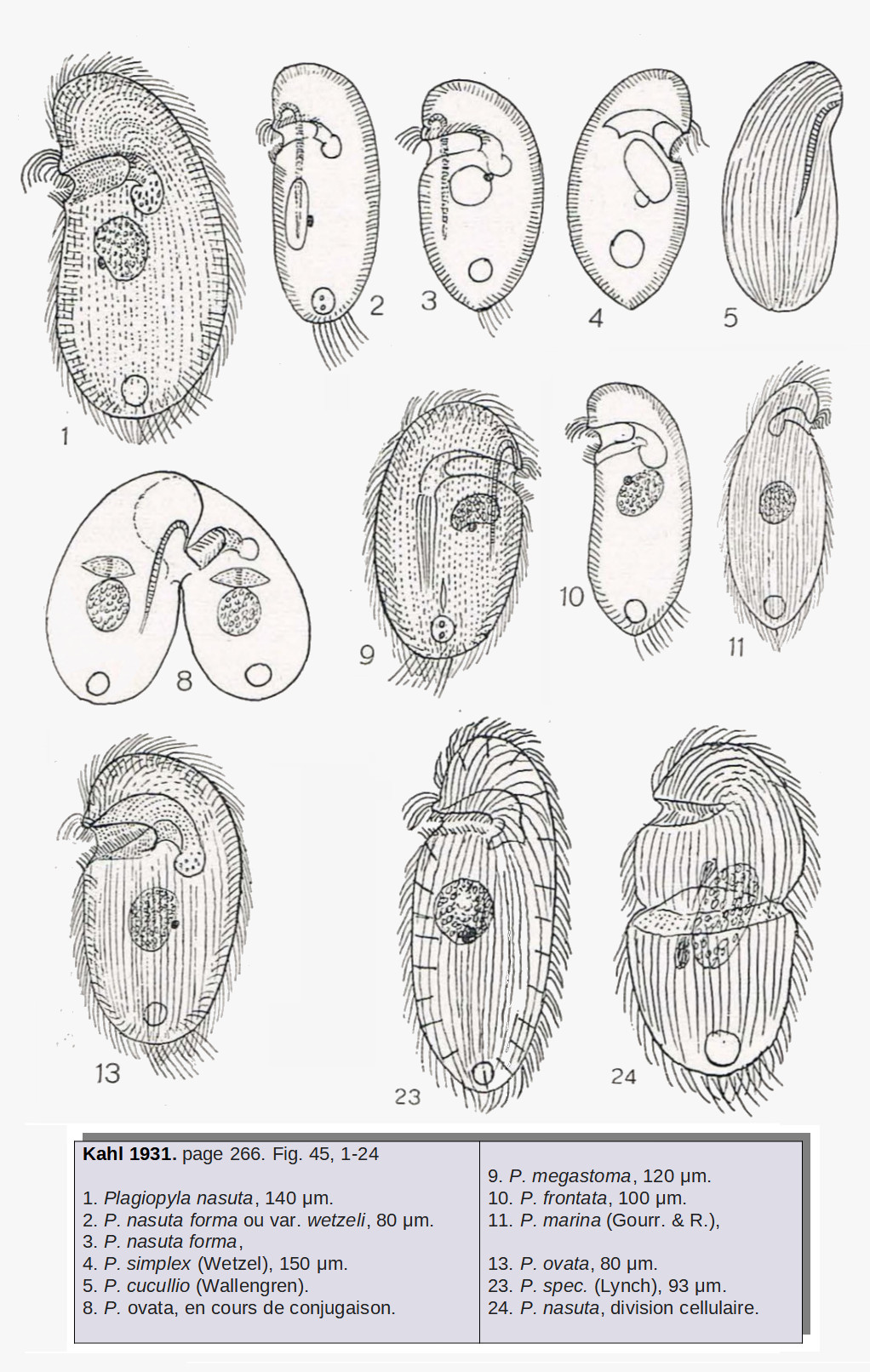
Arten der Gattung Plagiopyla, Illustration von 1931.

- Plagiopyla narasimhamurtii Nitla et al., 2019(G,N) [Plagiopyla sp. VS-2017b(N)]
- Plagiopyla nasutaᵀ Stein, 1860(N,O,W)[22]
- Plagiopyla ovata Kahl, 1931(N,O,W)
- Plagiopyla ramani Nitla et al., 2019(N) [Plagiopyla sp. VS-2017a(N)]
- Plagiopyla rariseta Li et al., 2023(N) [Plagiopyla sp. FGao-2022a(N)]
- Plagiopyla vestita Kahl, 1935(W)
- Plagiopyla sp. F26(N)
- Plagiopyla sp. FG-2015(N)
- Plagiopyla sp. PHB07091001(N)
- Plagiopyla sp. QZ-2012(N)
- Plagiopyla sp. strain F1A(N)
- Plagiopyla sp. strain JUDRED(N)
- Plagiopyla sp. strain OYSTR(N)

- Gattung: Pseudoplagiopyla Small & Lynn, 1985(T)
  - Pseudoplagiopyla sinistraᵀ Small & Lynn, 1985(T)

- Gattung: Schizocaryum Poljansky & Golikowa, 1957(W)
  - Schizocaryum dogieliᵀ Poljansky & Golikova, 1957(W)

- Familie: Sonderiidae Small & Lynn, 1985(O,T,W)
  - Gattung: „Parasonderia“ Fauré-Fremiet, 1973, nom. nud.(T)
    - Parasonderia kahli (Faure-Fremiet, 1973) Jankowski, 2007(T)
    - Parasonderia vestita (Kahl, 1928) Xu et al., 2013 (nach WoRMS Sonderia vestita)

  - Gattung: Sonderia Kahl, 1928(O,T,W)
    - Sonderia cyclostoma Kahl, 1930(O,W)
    - Sonderia labiata Fauré-Fremiet & Tuffrau, 1955(W)
    - Sonderia macrochilus Kahl, 1930(W)
    - Sonderia mira Kahl, 1930(W)
    - Sonderia pharyngea Kirby, 1934(O,W)
    - Sonderia schizostoma Kahl, 1930(O,W)
    - Sonderia sinuata Kahl, 1930(O,W)
    - Sonderia tubigula Kahl, 1930(O,W)
    - Sonderia vestita Kahl, 1930(W) (nach Xu et al., 2013, Parasonderia vestita)
    - Sonderia vorax Kahl, 1928(O,W)

  - Gattung: Sonderiella Kahl, 1928(W)
    - Sonderiella scandensᵀ (Kahl, 1926) Kahl, 1928(W)

- Familie: Trimyemidae Kahl, 1933(O,T,W) (in der NCBI-Taxonomie zur Ordnung Vestibuliferida)

| ■ Gattung: Trimyema Lackey, 1925(N,O,T,W) [Sciadostoma Kahl, 1926] |

- Trimyema alfredkahli Tucolesco, 1962[22]
- Trimyema claviformis Kahl, 1933(N) [Trimyema claviforme[22]]
- Trimyema compressumᵀ Lackey, 1925(N,W)[22]
- Trimyema difficile Kahl, 1928(T,W)
- Trimyema echinometrae Grolière, de Puytorac & Grain, 1980(W)[22]
- Trimyema finlayi Lewis et al., 2018[22] bzw. Van As, Basson & Van As, 1998(N) [Trimyema sp. WHL-2017a(N)]
- Trimyema foissneri Li et al., 2023(N) [Trimyema sp. FGao-2022a(N)]
- Trimyema kahli Tucolesco, 1962[22]
- Trimyema koreanum Cho et al., 2008[22][27] [Trimyema sp. koreanum(N)[11]]
  - Stamm koreanum – Fundort: Hypersalines Wasser aus der Solarsaline Seosin,[28] Südkorea
  - Plagiopylea isolate LT85_L8[11][29] – Fundort: Lake Tyrrell, Australien
  - Plagiopylea isolate LT85_G13[11][30] – Fundort: Lake Tyrrell, Australien
  - Plagiopylea isolate LT85_G24[11][31] – Fundort: Lake Tyrrell, Australien
  - Plagiopylea isolate LT85_B18[11][32] – Fundort: Lake Tyrrell, Australien
- Trimyema marinum Kahl, 1931(O,W)[22]
- Trimyema minutum(N) mit Trimyema minutum thermophilum(N)[22]
  - Isolat EV10[11]
- Trimyema pleurispirale Borrow, 1972(W)[22]
- Trimyema shoalsia Nerad & Schaffer in Nerad et al., 1995[22]
- Trimyema sp. Lake6(N) – Fundort: Hypersalines Wasser, Whyalla, Australien
- Trimyema sp. OH3A(N) – Fundort: Saltonsee, Kalifornien
- Trimyema sp. S11B(N) – Fundort: Hypersaline Umgebung, Shark Bay, Australien
- Trimyema sp. S13B(N) – Fundort: Hypersaline Umgebung, Shark Bay, Australien
- Trimyema sp. S15B(N) – Fundort: Hypersaline Umgebung, Shark Bay, Australien
- Trimyema sp. SD1A(N) – Fundort: Hypersaline Umgebung, Chula Vista, Kalifornien
- Trimyema sp. strain FARO3(N) – Fundort: Quelfes, Portugal
- Trimyema sp. strain FRESH(N) – Fundort: Falmouth (Massachusetts)
- Trimyema sp. strain JUD81(N) – Fundort: Narragansett (Rhode Island)

(N) – Taxonomie des National Center for Biotechnology Information (NCBI)
(O) – Ocean Biogeographic Information System (OBIS)
(T) – The Taxonomicon. Universal Taxonomic Services, Zwaag, The Netherlands
(W) – World Register of Marine Species
? – unsicher
ᵀ – Typusart